# National Gallery de Londres
La National Gallery o Galeria Nacional és un museu d'art a Trafalgar Square a la ciutat de Westminster, al centre de Londres, Anglaterra. Fundat el 1824, acull una col·lecció de més de 2.300 pintures que daten des de mitjan segle XIII fins al 1900. L'actual director de la National Gallery és Gabriele Finaldi.
La National Gallery és una organització benèfica exempta d'impostos i un organisme públic no departamental del Departament de Cultura, Mitjans de Comunicació i Esports. La seva col·lecció pertany al govern en nom del públic britànic, i l'entrada a la col·lecció principal és gratuïta.
A diferència dels museus similars d'Europa continental, la National Gallery no es va formar nacionalitzant una col·lecció d'art reial existent. Va néixer quan el govern britànic va comprar 38 quadres als hereus de John Julius Angerstein el 1824. Després d'aquesta compra inicial, la galeria es va formar principalment amb els seus primers directors, especialment Charles Lock Eastlake, i per donacions privades, que ara representen dos terços de la col·lecció. La col·lecció és més petita que moltes galeries nacionals europees, però d'abast enciclopèdic. La majoria dels desenvolupaments importants de la pintura occidental "de Giotto a Cézanne" estan representats amb obres importants. Durant un temps va ser una de les poques galeries nacionals que tenia totes les seves obres en exposició permanent, però ja no és així.
L'edifici actual de la National Gallery, que ha deixat enrere les dues seus precedents, va ser dissenyat per William Wilkins. La construcció va començar el 1832 i es va obrir al públic el 1838. Només la façana que dona a Trafalgar Square es manté pràcticament inalterada des d'aquesta època, ja que l'edifici s'ha ampliat a poc a poc al llarg de la seva història. L'edifici de Wilkins va ser criticat per les debilitats percebudes del seu disseny i per la seva manca d'espai; aquest darrer problema va portar a fer la Tate Gallery d'art britànic el 1897, que conté art contemporani. L'ala de Sainsbury, una extensió de 1991 a l'oest per Robert Venturi i Denise Scott Brown, és un exemple significatiu de l'arquitectura postmodernista a Gran Bretanya.

## Història

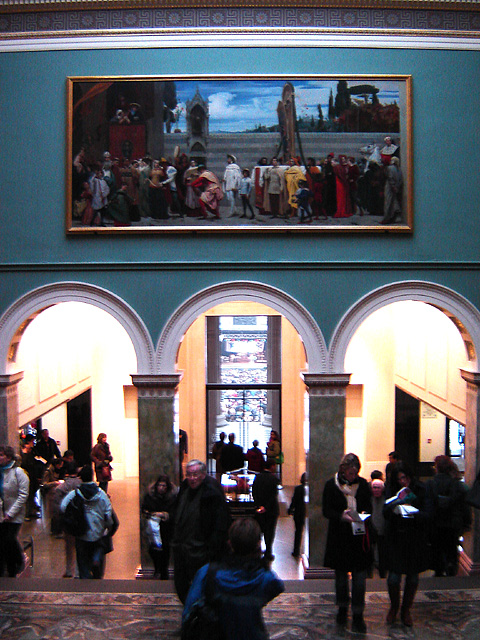
Interior de la National Gallery des de la seva entrada principal.

### Convocatòria d'una Galeria Nacional
A finals del segle XVIII es van nacionalitzar col·leccions d'art reials a l'Europa continental. La col·lecció reial bavaresa (ara a l'Alte Pinakothek, Munic) es va obrir al públic el 1779, la dels Mèdici a Florència cap al 1789 (com la Galeria dels Uffizi), i la col·lecció de 1793 del Museu Francès del Louvre es va formar a partir de l'antiga col·lecció reial francesa. La Gran Bretanya, però, no va seguir altres països europeus, i la Col·lecció Reial Britànica encara roman en poder del sobirà. El 1777, el govern britànic va tenir l'oportunitat de comprar una col·lecció d'art rellevant, quan els descendents de Robert Walpole van posar la seva col·lecció a la venda. El diputat John Wilkes va defensar que el govern havia de comprar aquest "tresor inestimable" i va suggerir que s'allotgés en "una galeria noble... que es construirà a l'ampli jardí del Museu Britànic". No es van concretar en res les paraules de Wilkes i vint anys més tard la col·lecció va ser comprada íntegrament per Caterina la Gran; al segle XXI es troba al Museu Estatal de l'Ermitage de Sant Petersburg .
Es va fer un pla per adquirir 150 quadres de la col·lecció d'Orleans, que s'havien portat a la venda a Londres el 1798, però també va fracassar, malgrat l'interès tant del rei com del primer ministre, Pitt el Jove. Els vint-i-cinc quadres d'aquella col·lecció que ara es troben a la galeria, inclòs "NG1", van arribar més tard per diferents vies. El 1799, el comerciant Noël Desenfans va oferir una col·lecció nacional ja feta al govern britànic; ell i el seu soci Francis Bourgeois l'havien reunit per al rei de Polònia, abans que la Tercera Partició el 1795 abolís la independència polonesa. Aquesta oferta va ser declinada i Bourgeois va llegar la col·lecció a la seva antiga escola, el Dulwich College, a la seva mort. La col·lecció es va obrir l'any 1814 a la primera galeria pública de Gran Bretanya construïda específicament, la Dulwich Picture Gallery. El comerciant escocès William Buchanan i el col·leccionista Joseph Count Truchsess van formar col·leccions d'art expressament com a base per a una futura col·lecció nacional, però les seves respectives ofertes, ambdues fetes el 1803, també van ser declinades. 
Després de la venda de Walpole, molts artistes, inclosos James Barry i John Flaxman, havien fet noves crides per a l'establiment d'una National Gallery, argumentant que una escola de pintura britànica només podria prosperar si tenia accés al cànon de la pintura europea. La British Institution, fundada el 1805 per un grup d'aristocràtics, va intentar abordar aquesta situació. Els membres van cedir obres a exposicions que canviaven anualment, mentre que els mesos d'estiu es feia una escola d'art. No obstant això, com que les pintures que es prestaven eren sovint mediocres, alguns artistes es van ressentir de la Institució i ho van veure com una estafa per a la noblesa augmentar els preus de venda de les seves pintures de Vells Mestres. Un dels membres fundadors de la Institució, George Beaumont, finalment tindria un paper important en la fundació de la National Gallery oferint 16 pintures sense demanar-ne res a canvi.
El 1823, va sortir al mercat una altra col·lecció d'art important, que havia estat reunida per John Julius Angerstein, que havia mort. Angerstein era un banquer emigrat nascut a Rússia amb seu a Londres; la seva col·lecció comptava amb 38 pintures, incloses obres de Raffaello i la sèrie Marriage A-la-Mode de Hogarth. L'1 de juliol de 1823, George Agar-Ellis, un polític whig, va proposar a la Cambra dels Comuns que comprés la col·lecció. L'apel·lació va rebre un impuls afegit gràcies a l'oferta de Beaumont, que presentava dues condicions: que el govern comprés la col·lecció Angerstein i que es trobés un edifici adequat. El reemborsament inesperat d'un deute de guerra per part d'Àustria va motivar finalment el govern a comprar la col·lecció d'Angerstein, per 57.000 lliures.

### Fundació i primers anys

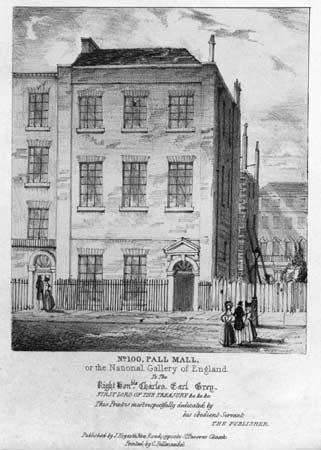
100 Pall Mall, la seu de la National Gallery de 1824 a 1834

La National Gallery es va obrir el 1824 a l'antiga casa d'Angerstein al número 100 Pall Mall. Les pintures d'Angerstein es van unir el 1826 amb les de la col·lecció de Beaumont, i el 1831 pel llegat de 35 pintures del reverend William Holwell Carr. Inicialment l'encarregat de vetllar per les pintures, William Seguier, va assumir la càrrega de la gestió de la galeria, però el juliol de 1824 una part d'aquesta responsabilitat va recaure en el nou patronat.
La National Gallery del Pall Mall sovint tenia massa gent i la temperatura era elevada, i les seves dimensions discretes en comparació amb el Louvre de París va ser una causa de vergonya nacional. Però Agar-Ellis, aleshores síndic de la galeria, defensava el lloc per la seva ubicació, dient que es trobava "a la mateixa passarel·la de Londres"; el que considerava necessari perquè la galeria complís la seva finalitat social. Problemes en el terreny van provocar l'enfonsament del número 100, el que va fer que la galeria s'hagués de traslladar breument al número 105 Pall Mall, un espai que el novel·lista Anthony Trollope va descriure com una "casa lúgubre, avorrida, estreta, mal adaptada per a l'exposició dels tresors que contenia". Aquest al seu torn va haver de ser enderrocat per a l'obertura d'una carretera a Carlton House Terrace.
El 1832, es va iniciar la construcció d'un nou edifici de William Wilkins a la meitat nord del lloc de l'antic Royal Mews a Charing Cross, després de la transformació de la seva meitat sud en Trafalgar Square a finals de la dècada de 1820. La ubicació era significativa, entre el West End ric i les zones més pobres de l'est. L'argument que la col·lecció podia ser accessible per persones de totes les classes socials va ser més rellevant que el plantejament d'altres preocupacions, com la contaminació del centre de Londres o les deficiències de l'edifici de Wilkins, quan es va plantejar la perspectiva d'un trasllat a South Kensington a la dècada de 1850. Segons la Comissió Parlamentaria de 1857, "L'existència de les representacions no és l'objectiu final de la col·lecció, sinó només el mitjà per donar al poble un gaudi ennoblidor".

### Creixement

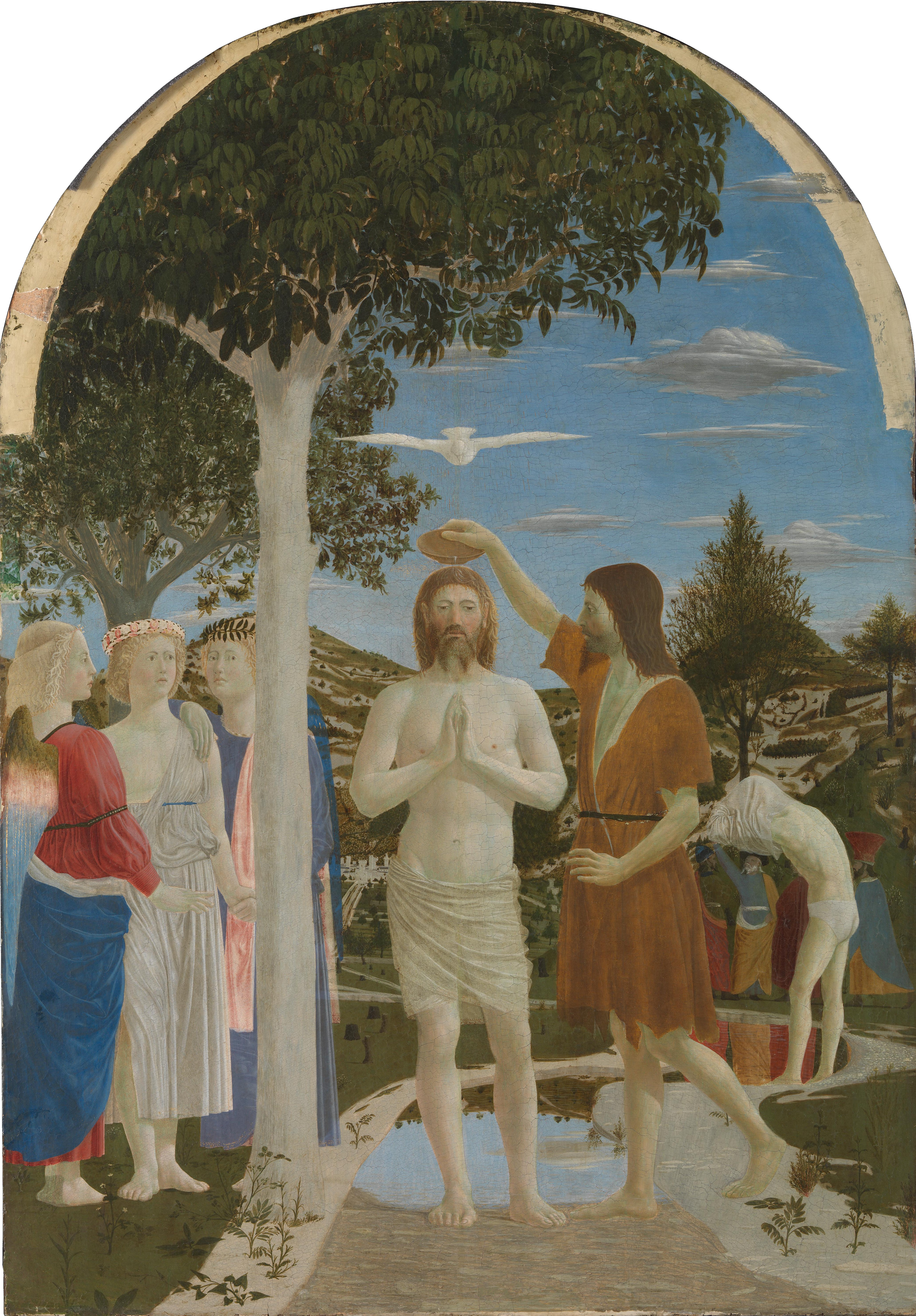
El baptisme de Crist de Piero della Francesca, una de les compres d'Eastlake

Les pintures italianes dels segles XV i XVI van ser el nucli de la National Gallery i durant els primers 30 anys de la seva existència les adquisicions independents es van limitar principalment a obres de mestres de l'Alt Renaixement. Els seus gustos conservadors van donar com a resultat diverses oportunitats perdudes i la gestió de la galeria va caure més tard en un desordre total, sense que es fes cap adquisició entre 1847 i 1850. Un informe crític de la Cambra dels Comuns el 1851 demanava el nomenament d'un director, l'autoritat del qual estaria per sobre de la dels síndics. Molts pensaven que el càrrec aniria a parar a l'historiador de l'art alemany Gustav Friedrich Waagen, a qui la galeria havia consultat en ocasions anteriors sobre la il·luminació i l'exposició de les col·leccions. No obstant això, l'home preferit per assumir aquest càrrec per la reina Victòria, el príncep Albert i el primer ministre, Lord John Russell, va ser el guardià de les pintures de la galeria, Charles Lock Eastlake. Eastlake, que era president de la Royal Academy, va tenir un paper essencial en la fundació de la Arundel Society i va acabar coneixent la majoria dels principals experts en art de Londres.
El gust del nou director era pels mestres o "primitius" del Renaixement italià del nord, que havien estat descuidats per la política d'adquisicions de la galeria però que poc a poc anaven guanyant el reconeixement dels experts. Feia gires anuals pel continent i, en particular, per Itàlia, buscant quadres adequats per comprar per a la galeria. En total, va comprar 148 quadres a l'estranger i 46 a la Gran Bretanya, entre aquests obres fonamentals com La batalla de San Romano de Paolo Uccello. Eastlake també va acumular una col·lecció d'art privada durant aquest període, que consistia en pintures que sabia que no interessaven als administradors. El seu objectiu final, però, era que entréssin a la National Gallery; el que va ser degudament arranjat a la seva mort pel seu amic i successor com a director, William Boxall, i la seva vídua Elizabeth Eastlake .
Una de les crítiques més persistents a la National Gallery, a part dels problemes de l'edifici, ha estat la seva política de conservació. Els detractors de la galeria l'han acusat d'haver tingut un enfocament excessiu en la restauració. La primera operació de neteja a la National Gallery va començar l'any 1844 després del nomenament d'Eastlake com a Guardià, i va ser objecte d'atacs a la premsa després que es donessin a conèixer al públic els tres primers quadres que rebrien el tractament el 1846, que van ser un Rubens, un Cuyp i un Velázquez. El crític més virulent de la galeria va ser J. Morris Moore, que va escriure una sèrie de cartes a The Times sota el pseudònim de "Verax" sobre les neteges de la institució. Mentre que un comitè parlamentari creat el 1853 per investigar l'assumpte va exculpar la galeria de qualsevol delicte, les crítiques dels seus mètodes han esclatat esporàdicament des d'aleshores per part d'alguns membres de l'establishment artístic.
La manca d'espai de la galeria es va mantenir en aquest període. El 1845, Robert Vernon va donar diverses pintures britàniques; no hi havia espai suficient a l'edifici Wilkins, de manera que es van mostrar primer a la casa de la ciutat de Vernon al número 50 Pall Mall i després a la Marlborough House. La galeria estava encara menys ben equipada per al seu següent llegat important, ja que JMW Turner va voler llegar tot el contingut del seu estudi, excepte les obres inacabades, a la nació després de la seva mort el 1851. Les primeres vint obres es van mostrar fora del lloc a Marlborough House el 1856. Ralph Nicholson Wornum, el responsable i secretari de la galeria, va treballar amb John Ruskin per reunir el llegat. L'estipulació del testament de Turner que dues de les seves pintures s'havien d'exhibir al costat d'obres de Claude Lorrain  encara s'honora a partir de 2024, però el seu llegat mai no s'ha mostrat adequadament en la seva totalitat; i al segle XXI les obres es divideixen entre Trafalgar Square i la Clore Gallery, una petita extensió de la Tate Britain construïda específicament i acabada el 1985.
El tercer director, Frederic William Burton, va posar les bases de la col·lecció d'art del segle XVIII i va fer diverses compres destacades de col·leccions privades angleses. L'adquisició el 1885 de dues pintures del Palau de Blenheim, la Madonna Ansidei de Rafael i el Retrat eqüestre de Carles I de van Dyck, amb una subvenció rècord de 87.500 lliures del Tresor, va posar fi a l'"edat daurada del col·leccionisme" de la galeria, ja que la seva subvenció anual de compra es va suspendre durant diversos anys. Quan la galeria va comprar Els ambaixadors de Holbein al comte de Radnor el 1890, ho va fer amb l'ajuda de particulars per primera vegada en la seva història. El 1897, la formació de la National Gallery of British Art, coneguda extraoficialment des de principis de la seva història com la Tate Gallery, va permetre que algunes obres britàniques es traslladessin fora de l'edifici principal, seguint el precedent establert per la col·lecció Vernon i el llegat de Turner. Les obres d'artistes nascuts després de 1790 es van traslladar a la nova galeria de Millbank, la qual cosa va permetre a Hogarth, Turner i Constable romandre a Trafalgar Square.

### Principi del segle XX

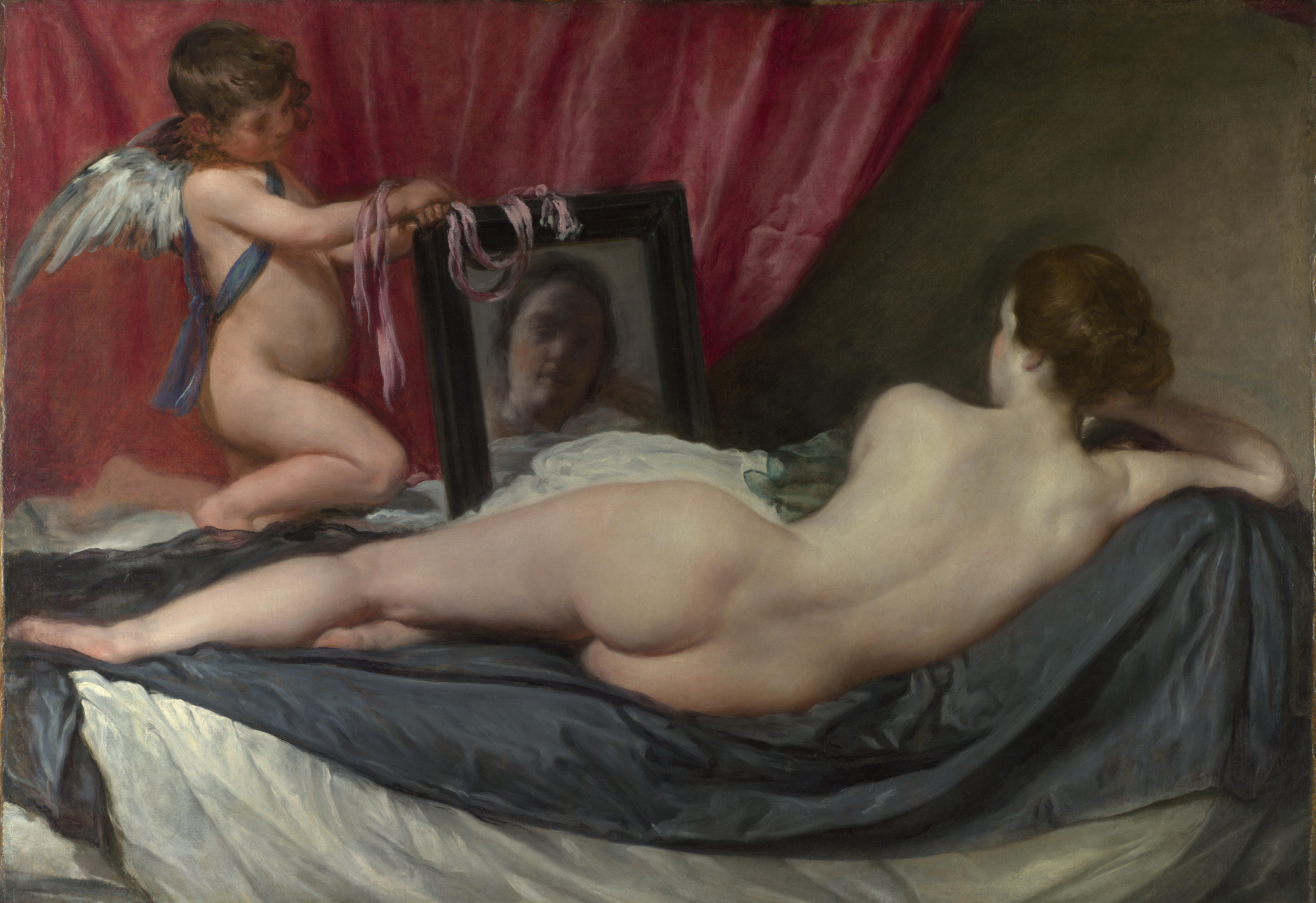
Venus al seu mirall (The Rokeby Venus) de Diego Velázquez

La crisi agrícola del tombant del segle XX va fer que moltes famílies aristocràtiques venguessin els seus quadres, però les col·leccions nacionals britàniques no podien competir amb els plutòcrates nord-americans. Això va provocar la fundació del National Art-Collections Fund, una societat de subscriptors dedicada a frenar el flux d'obres d'art als Estats Units. La seva primera adquisició per a la National Gallery va ser la Venus del mirall de Velázquez el 1906, seguida del Retrat de Christina de Dinamarca de Holbein el 1909. Tanmateix, malgrat la crisi en les fortunes aristocràtiques, la dècada següent va estar marcada per diversos grans llegats de col·leccionistes privats. El 1909, l'industrial Ludwig Mond va donar a la galeria 42 quadres renaixentistes italians, inclosa la Crucifixió de Mond de Raffaello Sanzio. Altres llegats destacats van ser els de George Salting el 1910, Austen Henry Layard el 1916 i Hugh Lane el 1917.
La recepció inicial de l'art impressionista a la galeria va ser excepcionalment controvertida. El 1906, Hugh Lane va prometre 39 quadres, inclosos Els paraigües de Renoir, a la National Gallery a la seva mort, tret que es pogués construir un edifici adequat a Dublín. Tot i que van ser acceptats amb entusiasme pel director Charles Holroyd, van ser rebuts amb una hostilitat extrema pels responsables del museu; Redesdale va escriure que "Tant esperaria veure un servei mormó a la Catedral de Sant Pau com una exposició de les obres dels moderns rebels de l’art francès al recinte sagrat de Trafalgar Square". Potser com a resultat d'aquestes actituds, Lane va modificar el seu testament indicant que les obres només havien d'anar a Irlanda, però aquest document de modificació es va perdre. Lane va morir a bord del RMS Lusitània el 1915, i va començar una disputa que no es va resoldre fins al 1959. Part de la col·lecció està a la dècada del 2020 en préstec permanent a la Hugh Lane Gallery i altres obres es van exposant entre Londres i Dublín.
Un fons per a la compra de quadres moderns establert per Samuel Courtauld el 1923 va permetre comprar el Bany a Asnières de Seurat i altres obres modernes per a la nació;  el 1934, molts d'ells van ser traslladats a la National Gallery des de la Tate.
La decisió del director Kenneth Clark l'any 1939 de catalogar un grup de pintures venecianes, Escenes de les Èglogues de Tebaldeo, com a obres de Giorgione va ser controvertida en el seu moment, i aviat els panells van ser identificats com a obres d'Andrea Previtali per un conservador júnior que Clark havia nomenat.

### Segona Guerra Mundial

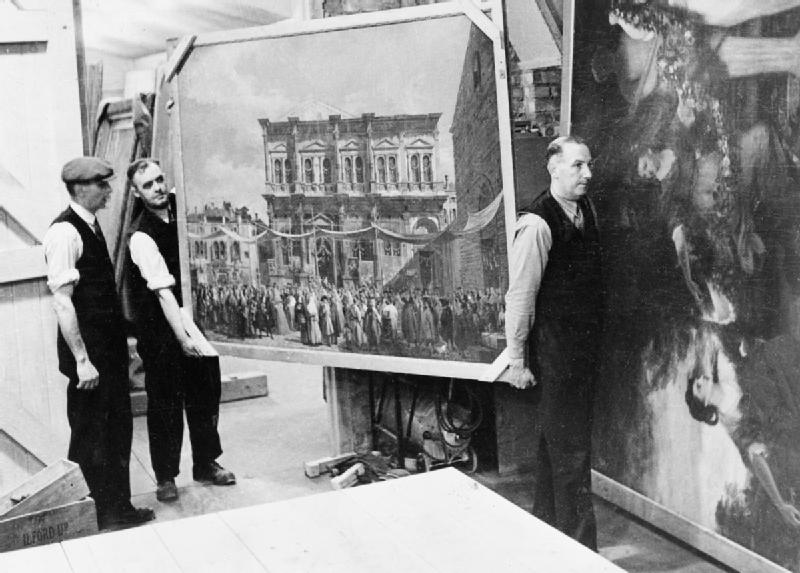
Pintures evacuades de la National Gallery durant la Segona Guerra Mundial

Poc abans de l'esclat de la Segona Guerra Mundial, les pintures van ser evacuades a diversos emplaçaments de Gal·les, com ara el castell de Penrhyn i els col·legis universitaris de Bangor i Aberystwyth. L'any 1940, durant la Batalla de França, es va buscar una casa més segura i es va parlar de traslladar les pintures al Canadà. Aquesta idea va ser fermament rebutjada per Winston Churchill, que va escriure en un telegrama a Kenneth Clark, afirmant que calia "enterrar-los en coves o en cellers, però res no sortirà d'aquestes illes". En canvi, es va requisar una pedrera de pissarra a Manod, prop de Blaenau Ffestiniog, al nord de Gal·les, per a l'ús de la galeria. En l'aïllament que ofereix la nova ubicació de les pintures, el Guardià i futur director Martin Davies va començar a compilar catàlegs acadèmics sobre la col·lecció, amb l'ajuda de la biblioteca de la galeria que també estava emmagatzemada a la pedrera. El trasllat a Manod va confirmar la importància d'emmagatzemar els quadres a una temperatura i humitat constants, cosa que els conservadors de la galeria havien sospitat des de feia temps però que fins ara no havien pogut demostrar. Això finalment va donar lloc a l'obertura de la primera galeria amb aire condicionat el 1949.
Durant el transcurs de la guerra, la pianista Myra Hess i altres músics, com Moura Lympany, van donar recitals diaris a l'hora de dinar a l'edifici buit de Trafalgar Square, per aixecar la moral pública ja que totes les sales de concerts de Londres estaven tancades.  A la galeria es van fer exposicions d'art com a complement dels recitals. El primer d'ells va ser British Painting des de Whistler el 1940, organitzat per Lillian Browse, que també va muntar la gran retrospectiva conjunta Exhibition of Paintings de Sir William Nicholson i Jack B. Yeats celebrada de l'1 de gener al 15 de març de 1942, que va ser vist per 10.518 visitants. També es van celebrar exposicions d'obres d'artistes de guerra, com Paul Nash, Henry Moore i Stanley Spencer; el Comitè Assessor d'Artistes de Guerra havia estat creat per Clark per "mantenir els artistes treballant amb qualsevol pretext". El 1941, una sol·licitud d'un artista per veure el Retrat de Margaretha de Geer de Rembrandt (una nova adquisició) va donar lloc a l'esquema "Imatge del mes", en el qual es va treure una sola pintura de Manod i es va exposar al públic en general el 1941 a la National Gallery cada mes. El crític d'art Herbert Read, va qualificar la National Gallery d'"un desafiant lloc avançat de la cultura just al mig d'una metròpoli bombardejada i destrossada". Les pintures van tornar a Trafalgar Square el 1945.

### Postguerra
L'últim gran crit contra l'ús de tècniques de conservació radicals a la National Gallery va ser en els anys immediats de la postguerra, després d'una campanya de restauració del restaurador en cap de la galeria Helmut Ruhemann mentre les pintures estaven a Manod Quarry. Quan els quadres netejats es van exposar al públic l'any 1946 es va produir un furor similar al que hi havia hagut un segle abans. La principal crítica va ser que l'eliminació extensiva del vernís, que es va utilitzar al segle XIX per protegir la superfície de les pintures, però que s'enfosquia i decolorava amb el temps, podria haver provocat la pèrdua d'esmalts "harmonitzadors" afegits als quadres pels artistes mateixos. L'oposició a les tècniques de Ruhemann va ser liderada per Ernst Gombrich, un professor de l'Institut Warburg que en una correspondència posterior amb un restaurador va descriure haver estat tractat amb "ofensiva arrogancia" per la National Gallery. Una comissió de 1947 va concloure que no s'havia fet cap dany en les darreres neteges.
En els anys de la postguerra, les adquisicions es van tornar cada cop més difícils per a la National Gallery, ja que els preus dels Mestres antics –i més encara per als impressionistes i postimpressionistes– van superar les seves possibilitats. Algunes de les compres més significatives de la galeria en aquest període haurien estat impossibles sense les grans apel·lacions públiques, com ara la caricatura de Leonardo da Vinci de La Mare de Déu i el nen amb Santa Anna i Sant Joan Baptista (comprada el 1962) i la Mort d'Acteon de Ticià, comprat el 1972. La subvenció de compra de la galeria del govern es va congelar el 1985, però més tard aquell mateix any va rebre una dotació de 50 milions de lliures de Paul Getty, la qual cosa va permetre fer moltes compres importants. L'abril de 1985 John Sainsbury i els seus germans, Simon Sainsbury i Timothy Sainsbury, havien fet una donació que permetria la construcció de l'ala de Sainsbury.
La direcció de Neil MacGregor va comportar un canvi important a la galeria, prescindint de la classificació de les pintures per escola nacional que havia estat introduïda per Eastlake. El nou bloqueig cronològic pretenia emfatitzar la interacció entre cultures més que les característiques nacionals fixes, reflectint el canvi dels valors històrics de l'art des del segle XIX. En altres aspectes, però, es van rehabilitar els gustos victorians: els interiors de l'edifici ja no es consideraven una vergonya i es van restaurar, i el 1999 la galeria va acceptar un llegat de 26 pintures barroques italianes de Denis Mahon . A principis del segle xx, molts consideraven que el barroc era el millor: el 1945 els administradors de la galeria es van negar a comprar un Guercino de la col·lecció de Mahon per 200 lliures. El mateix quadre estava valorat en 4 milions de lliures el 2003. El llegat de Mahon es va fer amb la condició que la galeria mai retiraria cap de les seves pintures ni cobraria per l'entrada.
Jock McFadyen va ser el primer artista resident el 1981. Des de 1989, la galeria gestiona un programa d'artista associat que ofereix un estudi a artistes contemporanis per crear obres basades en la col·lecció permanent. Acostumen a ocupar el càrrec d'artista associat durant dos anys i se'ls ofereix una exposició a la National Gallery al final del seu mandat.
Les competències respectives de la National i la Tate Galleries, que durant molt de temps havien estat impugnades per les dues institucions, es van definir més clarament el 1996. El 1900 es va establir com a punt de tall de les pintures a la National Gallery, i el 1997 més de 60 quadres posteriors a 1900 de la col·lecció es van lliurar a la Tate en préstec a llarg termini, a canvi d'obres de Gauguin i altres. No obstant això, l'expansió futura de la National Gallery encara pot suposar el retorn de les pintures del segle XX a les seves parets.

### Segle XXI
Al segle XXI hi ha hagut tres grans campanyes de recaptació de fons a la galeria: l'any 2004, per comprar la Madonna de les roses de Rafael; el 2008, per Diana i Acteó de Ticià ; i el 2012, Diana i Cal·listo de Ticià. Tots dos Tizians es van comprar conjuntament amb la National Gallery of Scotland per 95 milions de lliures. Aquestes dues obres principals van ser venudes de la col·lecció del duc de Sutherland. La National Gallery ara té un preu fora del mercat de les pintures de mestres antics i només pot fer aquestes adquisicions amb el suport de grans inversions públiques; el director sortint Charles Saumarez Smith va expressar la seva frustració per aquesta situació el 2007.
La National Gallery va ser patrocinada pel fabricant d'armes italià Finmeccanica entre octubre de 2011 i octubre de 2012. L'acord de patrocini va permetre a l'empresa utilitzar els espais de la galeria per a reunions, i la galeria es va utilitzar per acollir delegats durant la fira d'armes DSEI i el Farnborough Airshow. L'acord de patrocini es va acabar un any abans a causa de les protestes.
El febrer de 2014, la galeria va comprar Men of the Docks de l'artista nord-americà George Bellows per 25,5 milionns de dòlars. Va ser la primera gran pintura nord-americana comprada per la galeria. El director, Nicholas Penny, va dir que la pintura marcava una nova direcció per a la galeria, una pintura no europea d'estil europeu. La seva venda va ser controvertida als Estats Units.
El 2018, la National Gallery va ser una de les primeres galeries públiques de Londres a cobrar més de 20 lliures per l'entrada a una exposició especial, l'exposició en qüestió va ser d'obres de Claude Monet.
El febrer de 2019, un tribunal laboral va decidir que la galeria havia classificat incorrectament el seu equip d'educadors com a contractistes autònoms. Els educadors van rebre la condició de "treballadors" després de les accions legals iniciades per 27 demandants. El cas va tenir una gran cobertura de premsa i mitjans.
El 2024, la National Gallery va celebrar el seu 200 aniversari amb una sèrie de programes, esdeveniments i col·laboracions.

## Ubicacions
La National Gallery ha estat allotjada en tres edificis diferents, cadascun dels quals es va veure amb el temps inadequat per als propòsits expositius. L'edifici actual, d'estil neoclàssic, va ser començat per William Wilkins, i ha estat objecte de notables extensions, les obres principals de les quals van estar a càrrec d'Edward Middleton Barry i Robert Ventura. Des del 2002, el director d'aquesta institució és Charles Saumarez Smith.

## Col·lecció representativa
Entre les obres destacades que poden veure's en aquesta pinacoteca, es troben: 
- Retrat de Giovanni Arnolfini i la seva esposa, de Jan van Eyck (1434)
- El baptisme de Crist, de Piero della Francesca (h. 1450)
- Nativitat, de Piero della Francesca (h. 1460-75)
- Adoració dels Reis Mags, Sandro Botticelli (1470-1475)
- Sant Jeroni al seu estudi, d'Antonello da Messina (1474-1475)
- Retrat d'home, d'Antonello da Messina (1475)
- Venus i Mart, de Sandro Botticelli (1485)
- El dux Leonardo Loredan, de Giovanni Bellini (1501-1504)
- La Verge i el Nen amb santa Maria Magdalena i sant Joan Baptista, d'Andrea Mantegna (1490-1505)
- La Verge de les roques, de Leonardo da Vinci (1495-1508)
- La Verge i el nen amb santa Anna i sant Joan Baptista, de Leonardo da Vinci (1499-1500)
- Els ambaixadors, de Hans Holbein el Jove (1533)
- El sastre, de Giovanni Battista Moroni (1570-1575)
- Crist a casa de Marta i Maria (1618-1620) i Venus del mirall (1648), de Diego Velázquez
- Santa Margarita de Francisco de Zurbarán (1631-1640)
- The Sacrifice of Polyxena de Giambattista Pittoni (1740)
- La venedora de gambetes, de William Hogarth (1740-1750)
- La carreta del mercat, de Thomas Gainsborough (1786)
- Pluja, vapor i velocitat. El gran ferrocarril de l'Oest, de J. M. W. Turner (1844).